# Haruna (Name)
Haruna ist sowohl ein weiblicher japanischer Vorname als auch ein japanischer Nachname.

## Schreibweisen
Die Schreibweise in Kanji wird normalerweise von den Eltern festgelegt.
- 春奈, „Frühling, Nara“
- 春菜, „Frühling, Gemüse“
- 春南, „Frühling, Süden“
- 春名, „Frühling, Name“

Der Name kann auch in Hiragana はるな oder Katakana ハルナ geschrieben werden.

## Trägerinnen des Vornamens (Auswahl)
- Haruna Fukuoka 福岡 春菜 geboren 1974, japanische Tischtennisspielerin
- Haruna Hamada 濱田 春菜 geboren 1980, japanische Sängerin
- Haruna Ono 小野 春菜 geboren 1988, japanische Musikerin, Sängerin und Rhythmusgitarristin bei der Band Scandal
- Haruna Iikubo 飯窪 春菜 geboren 1994, japanische Schauspielerin und Model, ehemaliges Mitglied bei Morning Musume
- Haruna Kawaguchi 川口 春奈 geboren 1995, japanische Schauspielerin und Model
- Haruna Suzuki 鈴木 春奈 geboren 1997, japanische Eiskunstläuferin

## Familienname
- Hadija Haruna-Oelker (* 1980), deutsche Moderatorin und Journalistin
- Lukman Haruna (* 1990), nigerianischer Fußballspieler
- Masahito Haruna (* 1973), japanischer Eishockeyspieler
- Ryūsei Haruna (* 2004), japanischer Fußballspieler